# لودوویک روبت
لودوویک روبت (انگلیسی: Ludovic Robeet؛ زادهٔ ۲۲ مهٔ ۱۹۹۴ ‏(۳۰ سال)) دوچرخه‌سوار اهل بلژیک است.
از باشگاه‌هایی که در آن بازی کرده‌است می‌توان به دابلیوبی ورانکلاسیک آکوا پروتکت اشاره کرد.